# Zapadnoslavenski jezici
Zapadnoslavenski jezici su podskupina od 8 slavenskih jezika u središnjoj Europi. Granaju se na tri glavna ogranka, uz koje se ponekad izdvaja i zapadnorusinski jezik.
Glavni ogranci su:
1. lehitski ili lehički jezici (3) Poljska, Njemačka:
kašupski jezik
polapski jezik, †
poljski jezik
šleski jezik
2. lužičkosrpski jezici (2) Njemačka:
donjolužičkosrpski jezik
gornjolužičkosrpski jezik
3. češko-slovačka jezična skupina (3) Češka, Slovačka:
češki jezik
knaanski jezik, †
slovački jezik

## Vanjske poveznice
- Ethnologue (14th)
- Ethnologue (15th)